# Duisburg Güterbahnhof

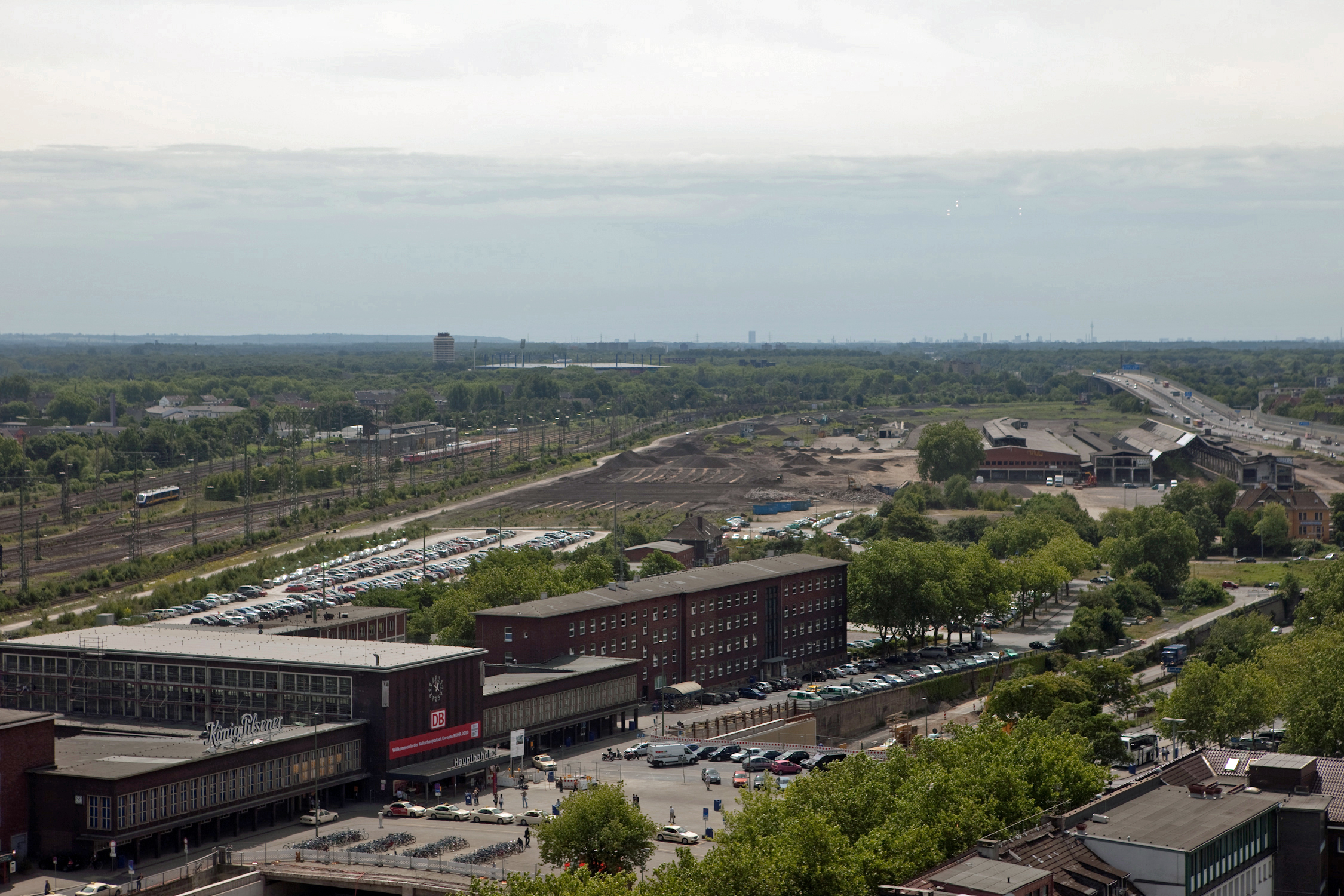
Panoramaaufnahme des Geländes des ehemaligen Duisburger Güterbahnhofes; im Vordergrund links das Empfangsgebäude des Duisburger Hauptbahnhofs, rechts hinten am Bildrand die A 59

Duisburg Güterbahnhof ist ein ehemaliger Güter- und Rangierbahnhof in der Stadt Duisburg in Nordrhein-Westfalen. Er liegt zwischen der Bundesautobahn 59 (A 59) im Westen, dem Empfangsgebäude des Duisburger Hauptbahnhofs im Norden und den Gleisanlagen des Hauptbahnhofs im Osten. Die rund 35 Hektar große Fläche erstreckt sich im Anschluss an den Hauptbahnhof südwestlich von dessen Bahnanlagen in der Länge von ca. 1,6 Kilometern in Nord-Süd-Richtung bis zur Anschlussstelle Hochfeld der A 59.

## Geschichte
Das Gelände wurde seit Mitte des 19. Jahrhunderts industriell und gewerblich vielfältig genutzt. Die bahntypische Nutzung begann 1864 mit betriebstechnischen Anlagen und Gebäuden (Empfangsgebäude, Lok- und Güterschuppen u. Ä.) der Köln-Mindener Eisenbahn-Gesellschaft, der Bergisch-Märkischen Eisenbahn-Gesellschaft und der Rheinischen Eisenbahn-Gesellschaft. Eine Nutzung durch Schwerindustrie (Walz- und Stahlwerke) im mittleren Bereich des Standorts ist ab 1873 sicher belegt.
Im südlichen Bereich des Geländes befand sich vor 1900 eine Eisenbahnwerkstatt mit Lokschuppen und Drehscheibe. Ab den 20er Jahren des 20. Jahrhunderts wurden die Bahnanlagen erweitert. Die Industriebetriebe wurden zurückgebaut bzw. in andere Fabriknutzungen umgewandelt. Umladehallen und Ladestraßen wurden eingerichtet. 1945, nach dem Zweiten Weltkrieg, ist der Wandel von der industriellen Vornutzung (Fabriken) des Geländes hin zur hauptsächlichen Nutzung durch Bahnanlagen abgeschlossen. Neben den eigentlichen Bahnanlagen befinden sich auf dem Standort eine Reihe von Lagerplätzen und Lagerhallen. Der Güterbahnhof wurde vollständig stillgelegt. Die Güterhallen stehen leer und werden nicht mehr genutzt. Die Gleisanlagen sowie ein Stellwerk werden ebenfalls nicht mehr genutzt, die Gleise sind weitgehend zurückgebaut.
Am 24. Juli 2010 fand die Loveparade 2010 in Duisburg auf dem Gelände des ehemaligen Güterbahnhofs unter dem Motto The Art of Love statt. Erstmals handelte es sich dabei um eine Veranstaltung in einem umzäunten Areal. Beim durch dichtes Gedränge im Eingangsbereich, in und bei der Unterführung Karl-Lehr-Straße, ausgelösten Unglück bei der Loveparade 2010 kamen als Folge bis zum 28. Juli 2010 21 Menschen ums Leben. Mindestens 652 weitere Personen wurden bei der Veranstaltung verletzt, etwa 40 davon schwer. Die Todesfälle und das ungeklärte Unfallgeschehen und seine Ursachen wurden unmittelbar danach Gegenstand eines Ermittlungsverfahrens der Staatsanwaltschaft Duisburg.

## Bahnhofsanlagen
Der Bahnhof umfasste einen Rangierbahnhof und einen unmittelbar daneben gelegenen eigentlichen Güterbahnhof. Der Rangierbahnhof besaß an seinem südlichen Ende einen Ablaufberg mit zwei Gleisbremsen sowie weiter nördlich davon ein weiteres, kleineres Rangiersystem für den Eilgutverkehr mit einem Ablaufberg ohne Gleisbremse. Beide Ablaufberge wurden in Richtung Süd–Nord betrieben. Im Nordwestteil der Anlage befanden sich die Verladeanlagen für den Ortsverkehr und eine Stückgutumladehalle.

## Heutiger Zustand

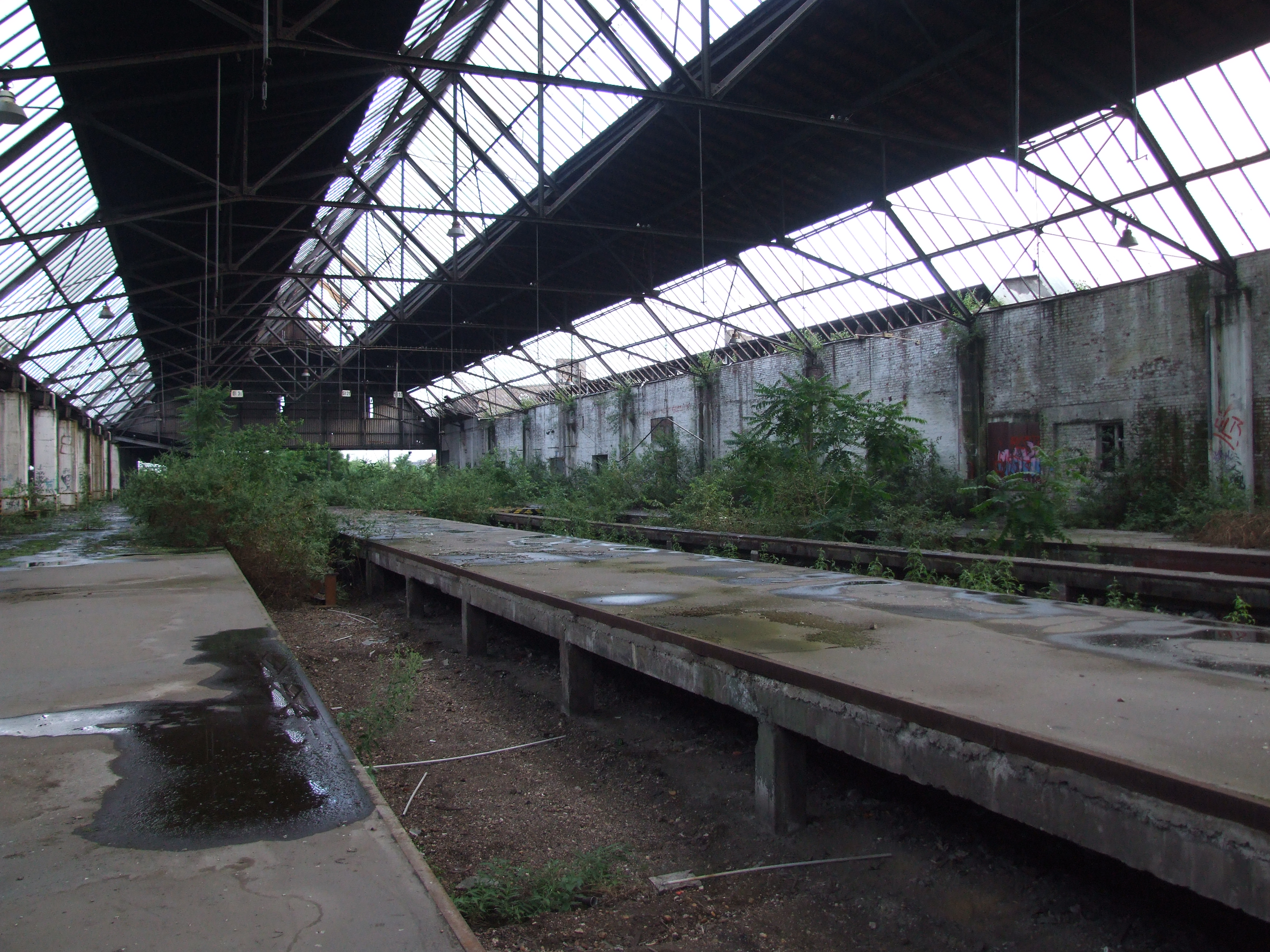
Blick in eine der alten Abfertigungshallen (Zufahrt von Süden)

Der stillgelegte Bahnhof ist nunmehr bis auf die noch als Ruine vorhandene Umladehallen (Nr. 1 bis 5) und ein Speditionsgebäude weiter südöstlich abgebrochen worden. In der ehemaligen Spedition ist jetzt ein Baumaschinenhandel.
Der südliche Zugang für Kraftfahrzeuge und Personen zum Gelände erfolgt über die Unterführung der Karl-Lehr-Straße. Die ca. ein bis zwei Kilometer südlich vom Hauptbahnhof gelegene, ca. 400 Meter lange Unterführung verbindet in Ost-West-Richtung die Gebiete auf beiden Seiten des Bahngeländes. An drei Stellen ist die Unterführung unterbrochen. Die Ostrampe und die Westrampe führen hoch zum Bahngelände. Sie sind ca. 100 Meter lang. Die zwei Rampen zu den ehemaligen Güterhallen und zum Freigelände sind beidseitig durch senkrechte Wände begrenzt. Zwischen dem Bahndamm und dem Damm der A 59 folgt ein kurzes Straßenstück (acht Meter) ohne Ummauerung (Böschungen).
Der Zugang für Kraftfahrzeuge und Personen vom Hauptbahnhof von Norden her erfolgt über die Straße Am Güterbahnhof zwischen der Autobahn und dem ehemaligen Gleisbereich.
Ganz im Süden des Geländes befindet sich ein ehemaliger DB-Zugang zur Kreuzung Sternbuschweg/Düsseldorfer Straße, Nähe Engelbertstraße und DVV-Betriebshof Grunewald.
Im Juli 2020 begann der Abriss der ehemaligen Güterhallen.

## Flächenentwicklungsplan
Im Rahmen der Entwicklungsplanung für die Stadt Duisburg wurde 2009 eine Planung für die weitere Nutzung der Fläche vorgelegt. Vorgesehen ist die Errichtung eines Büroparks mit dem Namen Duisburger Freiheit. Die Pläne hierfür wurden vom britischen Architekten Norman Foster erarbeitet. Foster hat bereits viele andere Gebäude in Duisburg (u. a. im Innenhafen) entworfen. Foster + Partners orientieren sich bei der baulichen Mischung des neuen Geländes dann auch an dem Erfolgskonzept des Innenhafens.
Nachdem die Planungen dafür jedoch lange Zeit nur schleppend vorankamen, gab es Pläne für ein Factory-Outlet-Center auf dem Gelände, die jedoch im September 2017 per Bürgerentscheid gestoppt wurden. Infolgedessen sollen nun wieder die Pläne für die Duisburger Freiheit als Grundlage der weiteren Planungen für das Gelände dienen.
Im Zuge des Ausbaus der A 59 erhält die Fläche außerdem zwei eigenständige Autobahnabfahrten, Hochfeld und Zentrum.